# Alibertia
Alibertia là một chi thực vật có hoa trong họ Thiến thảo (Rubiaceae).

## Hình ảnh

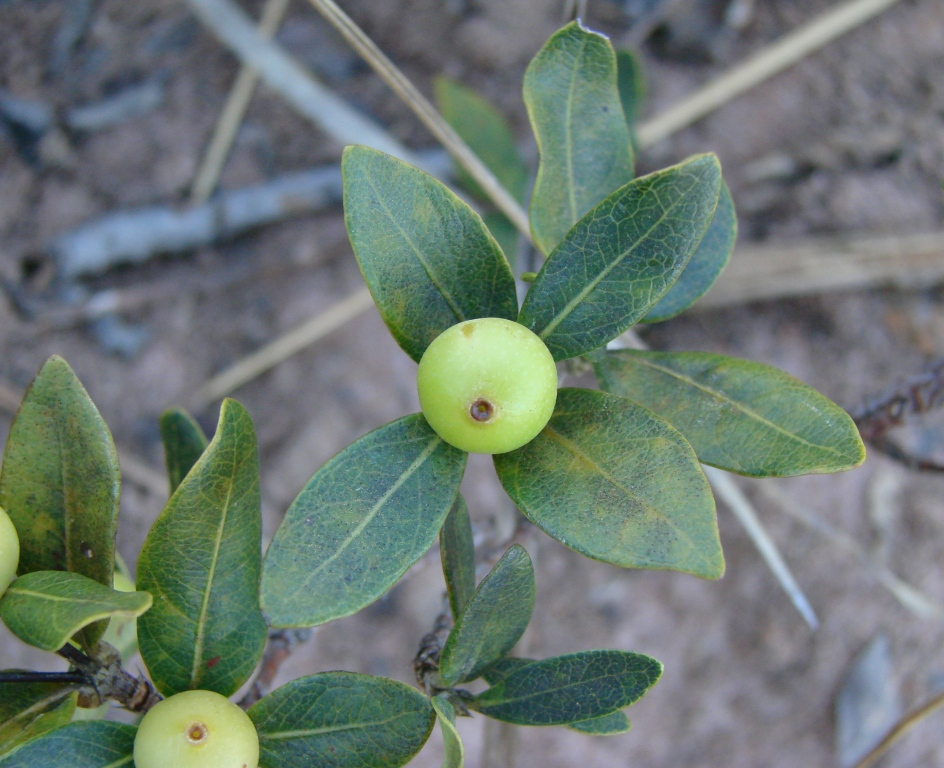
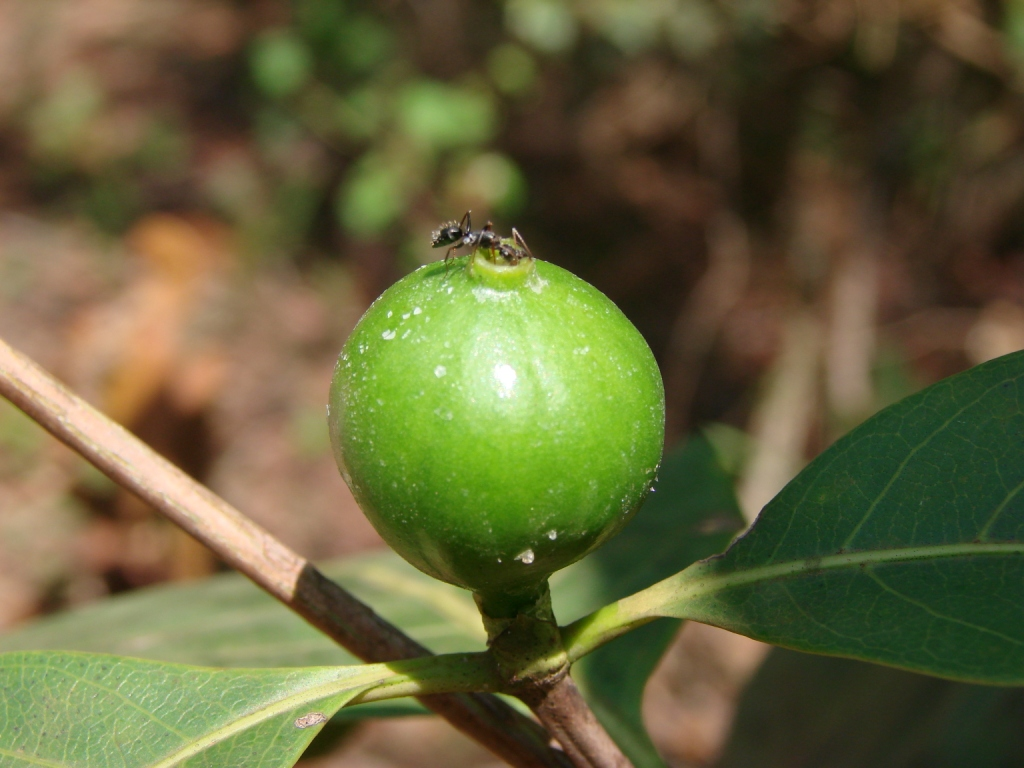

## Loài
Chi Alibertia gồm các loài: